# Емметт (Айдахо)
Емметт (англ. Emmett) — окружний центр і єдине місто в окрузі Джем, штат Айдахо, США. Згідно з переписом 2010 року населення становило 6557 осіб, що на 1067 осіб більше, ніж 2000 року.

## Географія
Емметт розташований за координатами 43°52′6″ пн. ш. 116°29′20″ зх. д. / 43.86833° пн. ш. 116.48889° зх. д. (43.868242, -116.488862).  За даними Бюро перепису населення США в 2010 році місто мало площу 7,32 км², з яких 7,26 км² — суходіл та 0,06 км² — водойми.

### Клімат
| Клімат : Емметт                    | Клімат : Емметт | Клімат : Емметт | Клімат : Емметт | Клімат : Емметт | Клімат : Емметт | Клімат : Емметт | Клімат : Емметт | Клімат : Емметт | Клімат : Емметт | Клімат : Емметт | Клімат : Емметт | Клімат : Емметт | Клімат : Емметт |
| Показник                           | Січ.            | Лют.            | Бер.            | Квіт.           | Трав.           | Черв.           | Лип.            | Серп.           | Вер.            | Жовт.           | Лист.           | Груд.           | Рік             |
| Середній максимум, °C              | 2,6             | 7,2             | 12,8            | 17,3            | 22,3            | 27,4            | 32,2            | 31,6            | 25,9            | 18,8            | 9,2             | 3,2             | 17,6            |
| Середній мінімум, °C               | −5              | −2,3            | 0,5             | 3,3             | 7,2             | 11,2            | 14,4            | 13,8            | 9,2             | 3,9             | −0,8            | −4,4            | 4,2             |
| Норма опадів, мм                   | 44              | 41              | 40              | 31              | 33              | 21              | 8               | 8               | 18              | 22              | 44              | 42              | 352             |
| ---------------------------------- | --------------- | --------------- | --------------- | --------------- | --------------- | --------------- | --------------- | --------------- | --------------- | --------------- | --------------- | --------------- | --------------- |
| Джерело: NOAA (normals, 1971–2000) |                 |                 |                 |                 |                 |                 |                 |                 |                 |                 |                 |                 |                 |

## Демографія

### Перепис 2010 року
За даними перепису 2010 року, у місті проживало 6 557 осіб у 2 616 домогосподарствах у складі 1 635 родин. Густота населення становила 904,2 ос./км². Було 2 916 помешкань, середня густота яких становила 402,1/км². Расовий склад міста: 91,1 % білих, 0,2 % афроамериканців, 0,6 % індіанців, 0,7 % азіатів, 0,1 % тихоокеанських остров'ян, 4,6 % інших рас, а також 2,6 % людей, які зараховують себе до двох або більше рас. Іспанці та латиноамериканці незалежно від раси становили 12,7 % населення.
Із 2 616 домогосподарств 33,6 % мали дітей віком до 18 років, які жили з батьками; 44,5 % були подружжями, які жили разом; 13,0 % мали господиню без чоловіка; 5,0 % мали господаря без дружини і 37,5 % не були родинами. 32,3 % домогосподарств складалися з однієї особи, у тому числі 17,2 % віком 65 і більше років. У середньому на домогосподарство припадало 2,46 мешканця, а середній розмір родини становив 3,12 особи.
Середній вік жителів міста становив 36,3 року. Із них 27,2 % були віком до 18 років; 8,4 % — від 18 до 24; 24,7 % від 25 до 44; 22,3 % від 45 до 64 і 17,4 % — 65 років або старші. Статевий склад населення: 48,4 % — чоловіки і 51,6 % — жінки.
Середній дохід на одне домашнє господарство  становив 37 373 долари США (медіана — 27 722), а середній дохід на одну сім'ю — 43 532 долари (медіана — 35 096). Медіана доходів становила 40 167 доларів для чоловіків та 29 926 доларів для жінок. За межею бідності перебувало 26,6 % осіб, у тому числі 37,5 % дітей у віці до 18 років та 13,9 % осіб у віці 65 років та старших.
Цивільне працевлаштоване населення становило 1829 осіб. Основні галузі зайнятості: освіта, охорона здоров'я та соціальна допомога — 28,8 %, публічна адміністрація — 11,0 %, будівництво — 9,1 %, науковці, спеціалісти, менеджери — 8,8 %.

### Перепис 2000 року
за даними перепису 2000 року, у місті проживало 5 490 осіб у 2 095 домогосподарствах у складі 1 412 родин. Густота населення становила 1 164,7 ос./км²). Було 2 264 помешкання, середня густота яких становила 480,3/км². Расовий склад міста: 90,60 % білих, 0,07 % афроамериканців, 0,75 % індіанців, 0,44 % азіатів, 0,15 % тихоокеанських остров'ян, 5,79 % інших рас і 2,20 % людей, які зараховують себе до двох або більше рас. Іспанці та латиноамериканці незалежно від раси становили 11,57 % населення.
Із 2 095 домогосподарств 34,4 % мали дітей віком до 18 років, які жили з батьками; 50,5 % були подружжями, які жили разом; 12,9 % мали господиню без чоловіка, і 32,6 % не були родинами. 28,3 % домогосподарств складалися з однієї особи, у тому числі 14,9 % віком 65 і більше років. У середньому на домогосподарство припадало 2,55 мешканця, а середній розмір родини становив 3,13 особи.
Віковий склад населення: 28,4 % віком до 18 років, 9,1 % від 18 до 24, 26,3 % від 25 до 44, 18,4 % від 45 до 64 і 17,8 % років і старші. Середній вік жителів — 35 року. Статевий склад населення: 47,5 % — чоловіки і 52,5 % — жінки.
Середній дохід домогосподарств у місті становив $26 480, родин — $34 663. Середній дохід чоловіків становив $30 598 проти $19 088 у жінок. Дохід на душу населення в місті був $13 027. Приблизно 16,3 % родин і 17,8 % населення перебували за межею бідності, включаючи 23,4 % віком до 18 років і 16,5 % від 65 і старших.